# 低地台巴士

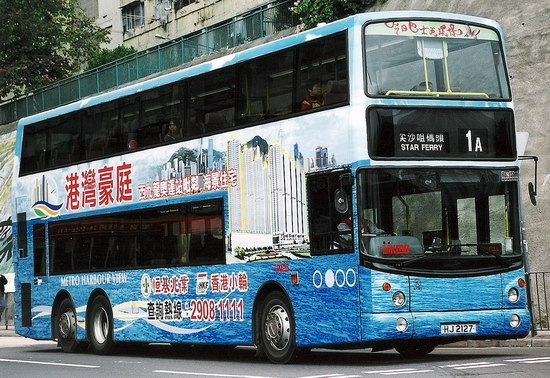
全香港首輛低地台冷氣雙層巴士，是丹尼士三叉戟巴士，於1997年投入服務，由九龍巴士所擁有。此巴士已於2015年9月退役，並由九巴永久保存

低地板巴士，又稱特低地臺巴士、特低地板巴士、超低地台巴士、無梯級巴士、無大樑低底盤公車，是指各常用車門均沒有梯級（也称“一级踏步”，简称“一踏”）的巴士。

## 概要
低地台巴士車廂地台跟路面距離低，而各上落車門不設梯級，比起登車門設有一至兩級的中低地台巴士，更便於讓老弱婦孺乘搭。這些巴士大都設有供輪椅停泊位置，部分更設有可從車門伸出路面的斜板，以及利用油壓系統使車身蹲下（又稱「跪傾」）的功能，以利輪椅上落。
現時，低地台巴士已經成世界各地的巴士業者購買新巴士的趨勢。
另一種和特低地台巴士相似的是低入口巴士（Low entrance bus），其分別在於低入口巴士的低地板範圍通常只是由車頭到車輛的中部，惟車尾需拾級而上。

## 第一輛低地台巴士
世界第一輛低地台巴士是英國Bristol Lodekka巴士，此款巴士雖為前置引擎設計，由於傳動軸設計往靠右邊，而非傳統前置引擎巴士般設於中間，所以能做到無梯級上車門設計。

## 圖集

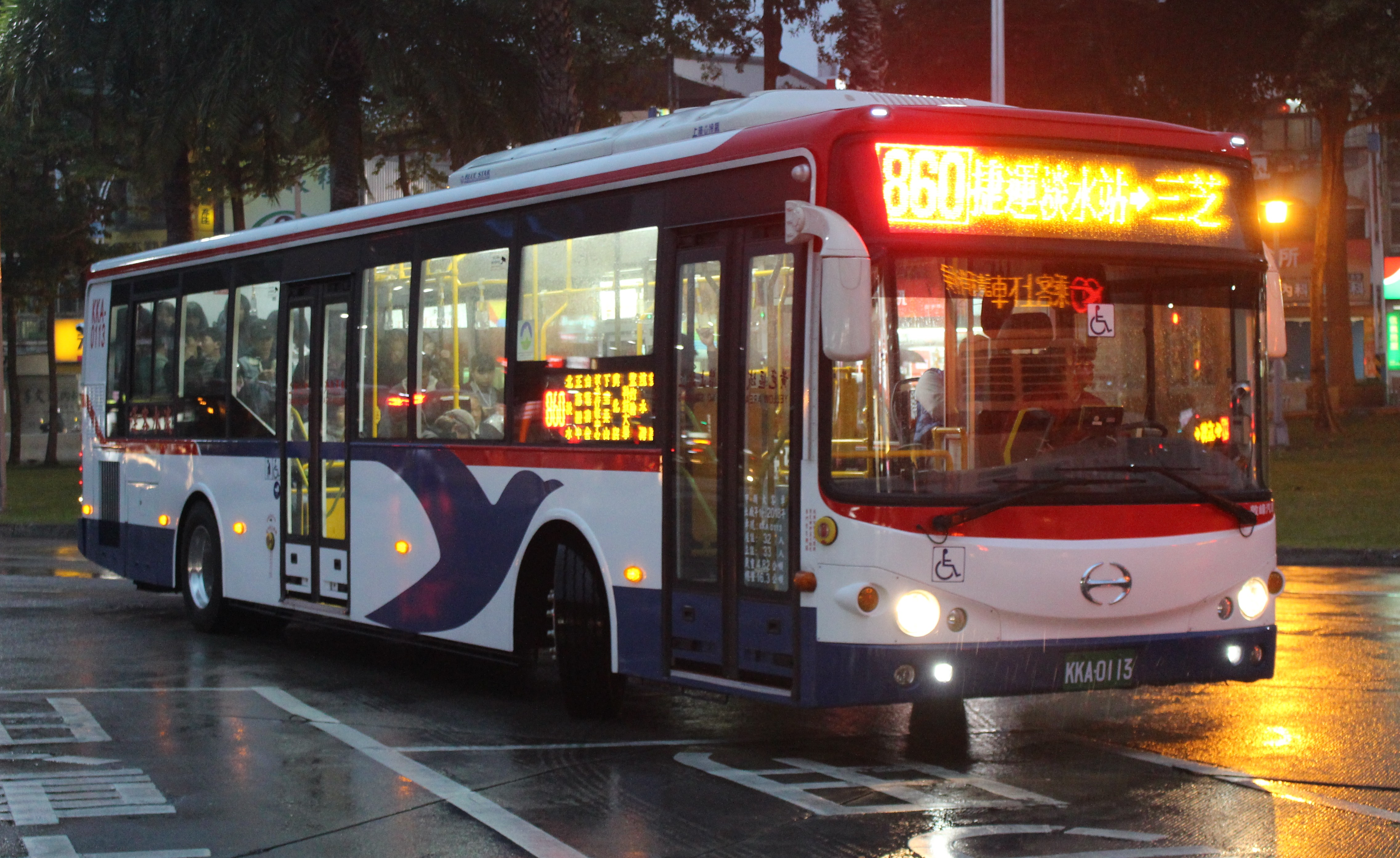
淡水客運HINO HS8JRVL-UTF
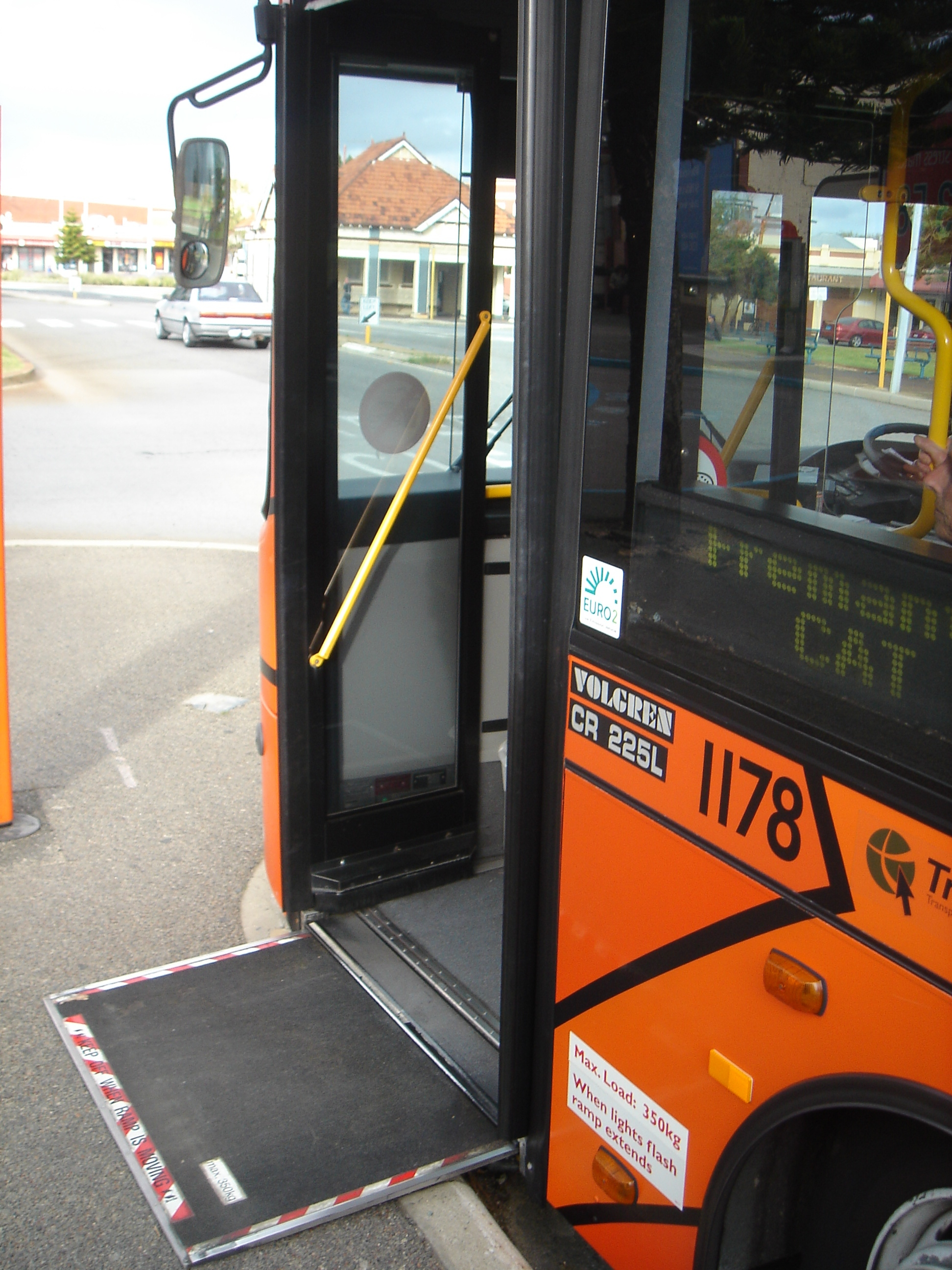
伸出斜台之平治O405NH
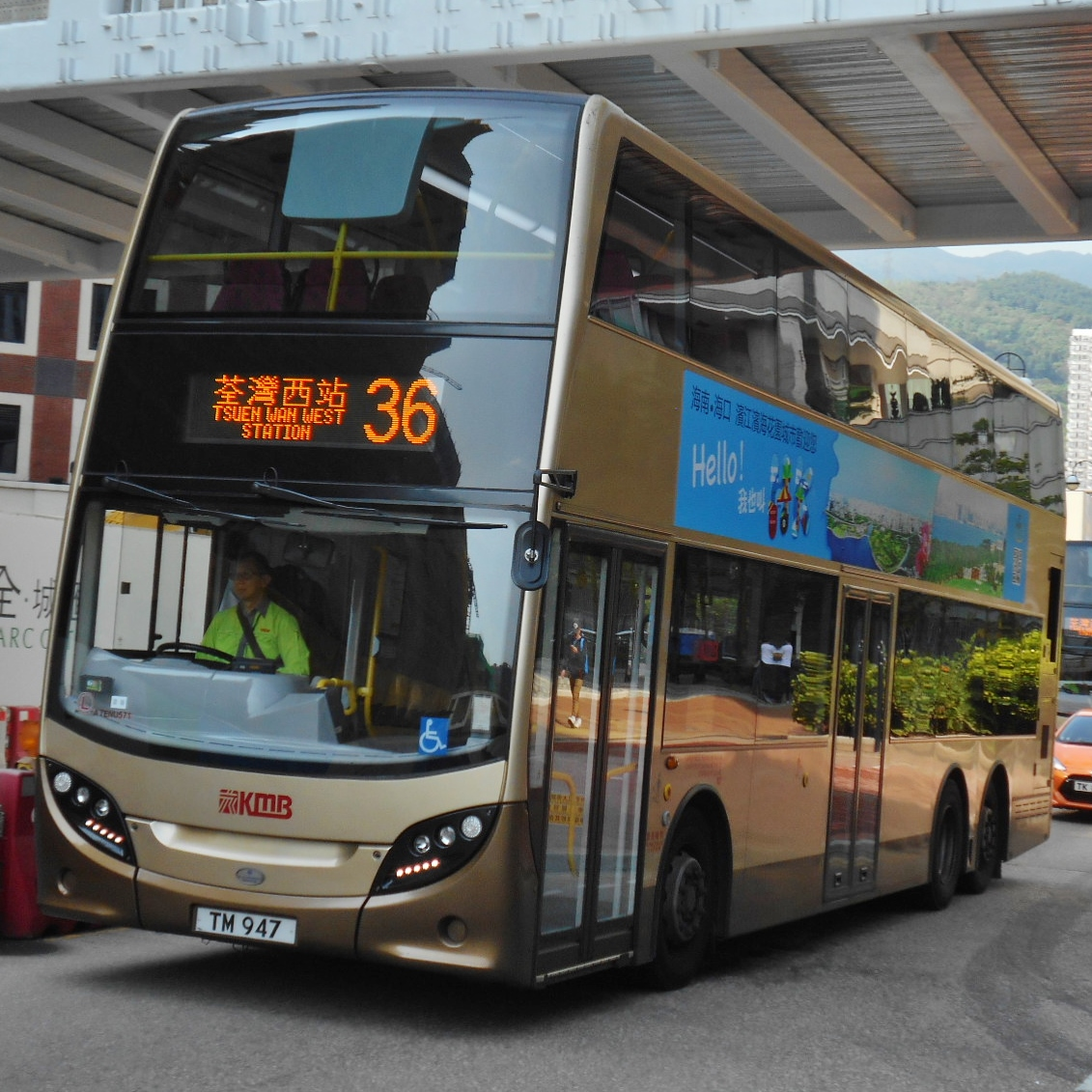
另一輛九巴特低地台冷氣雙層巴士，駛經荃灣大河道前往荃灣西站。
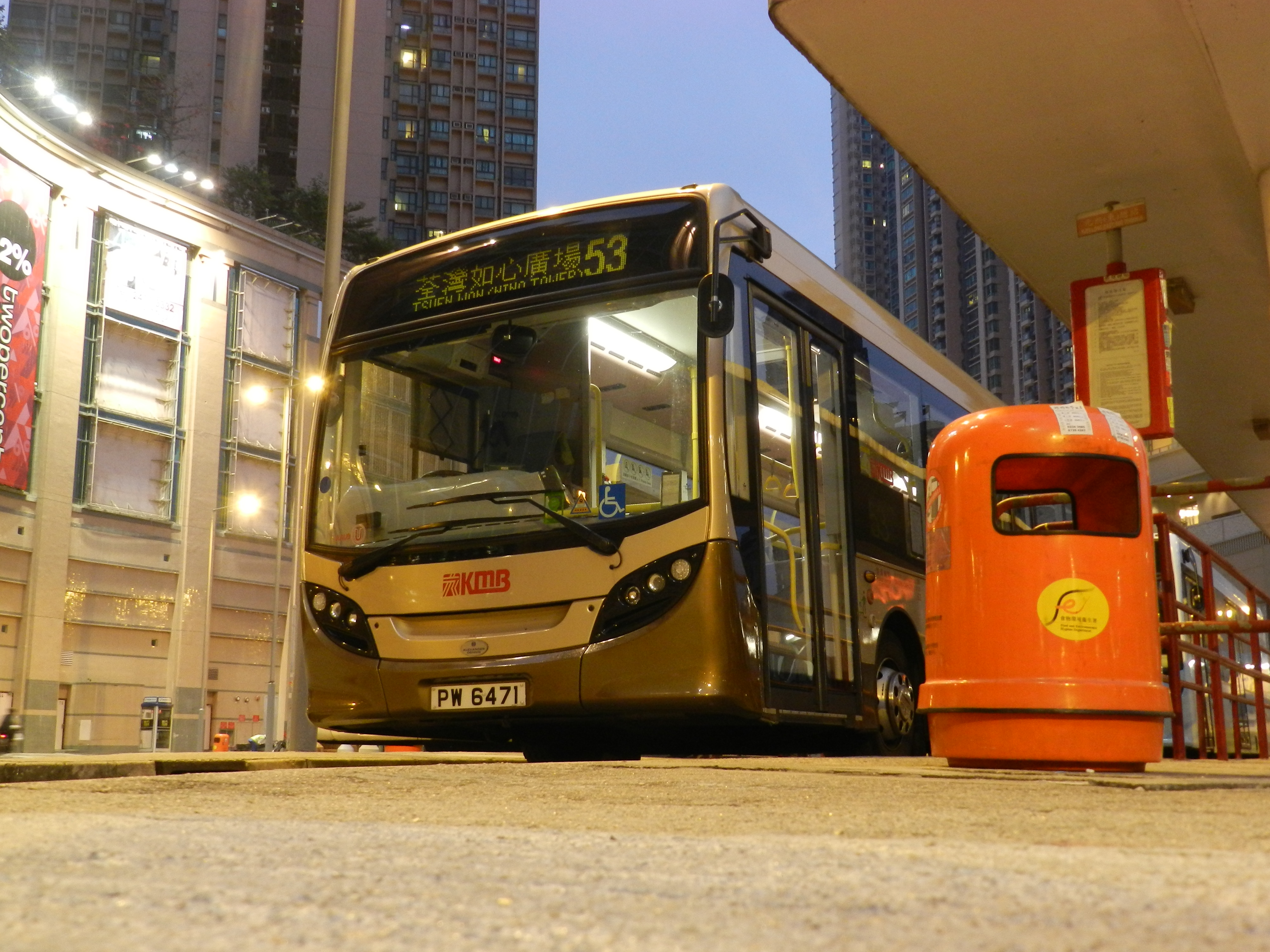
九龍巴士（九巴）的特低地台單層巴士
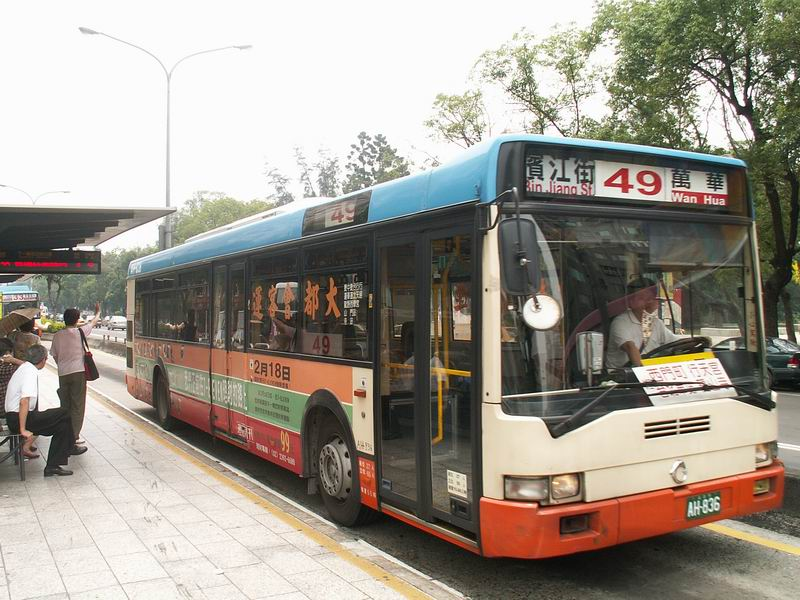
大都會客運行駛在台北市民權東路公車專用道上的伊凱洛斯2001低底盤公車，車牌號碼：AH-836
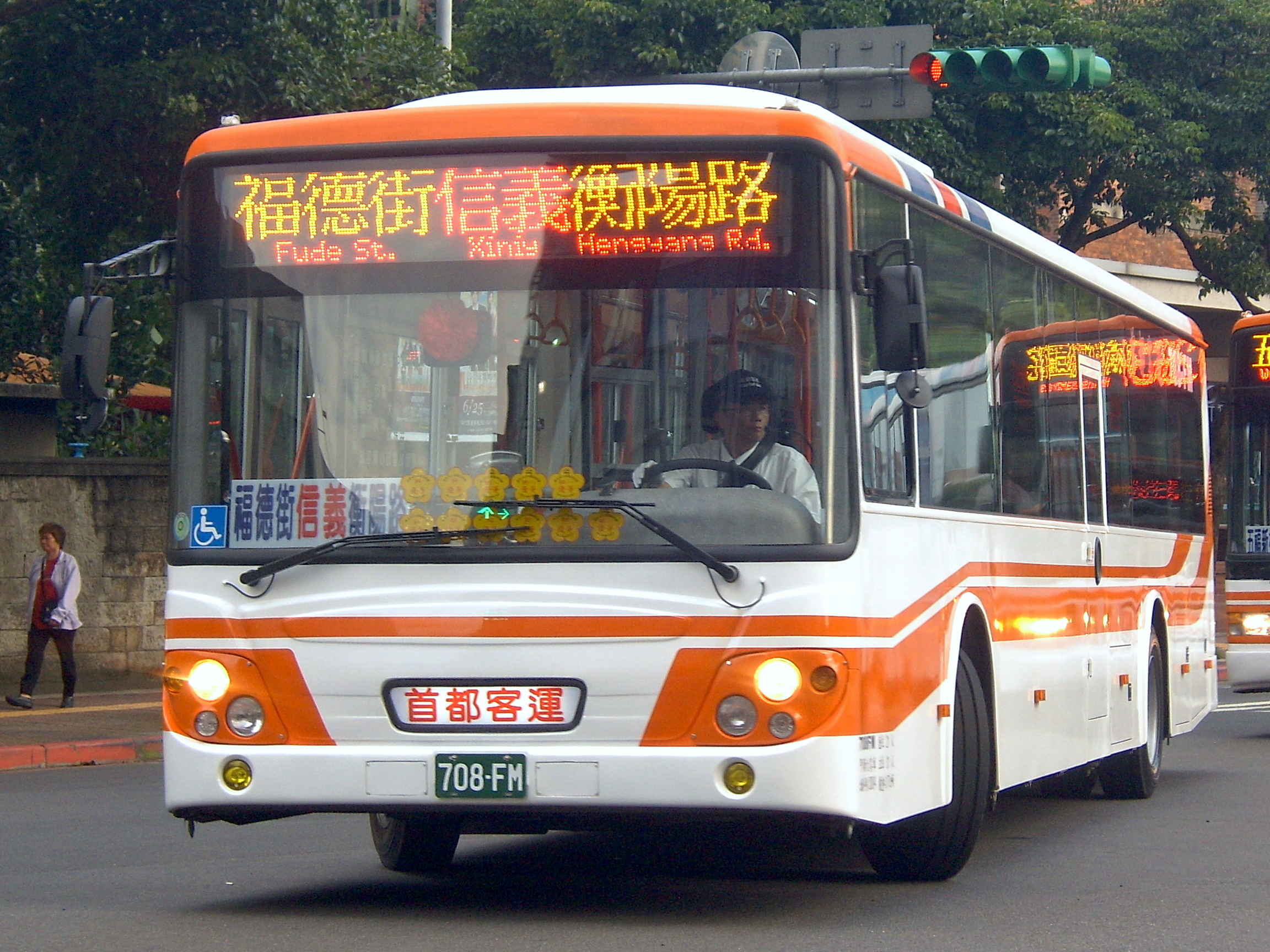
2008 首都客運Daewoo BS120CN低底盤公車
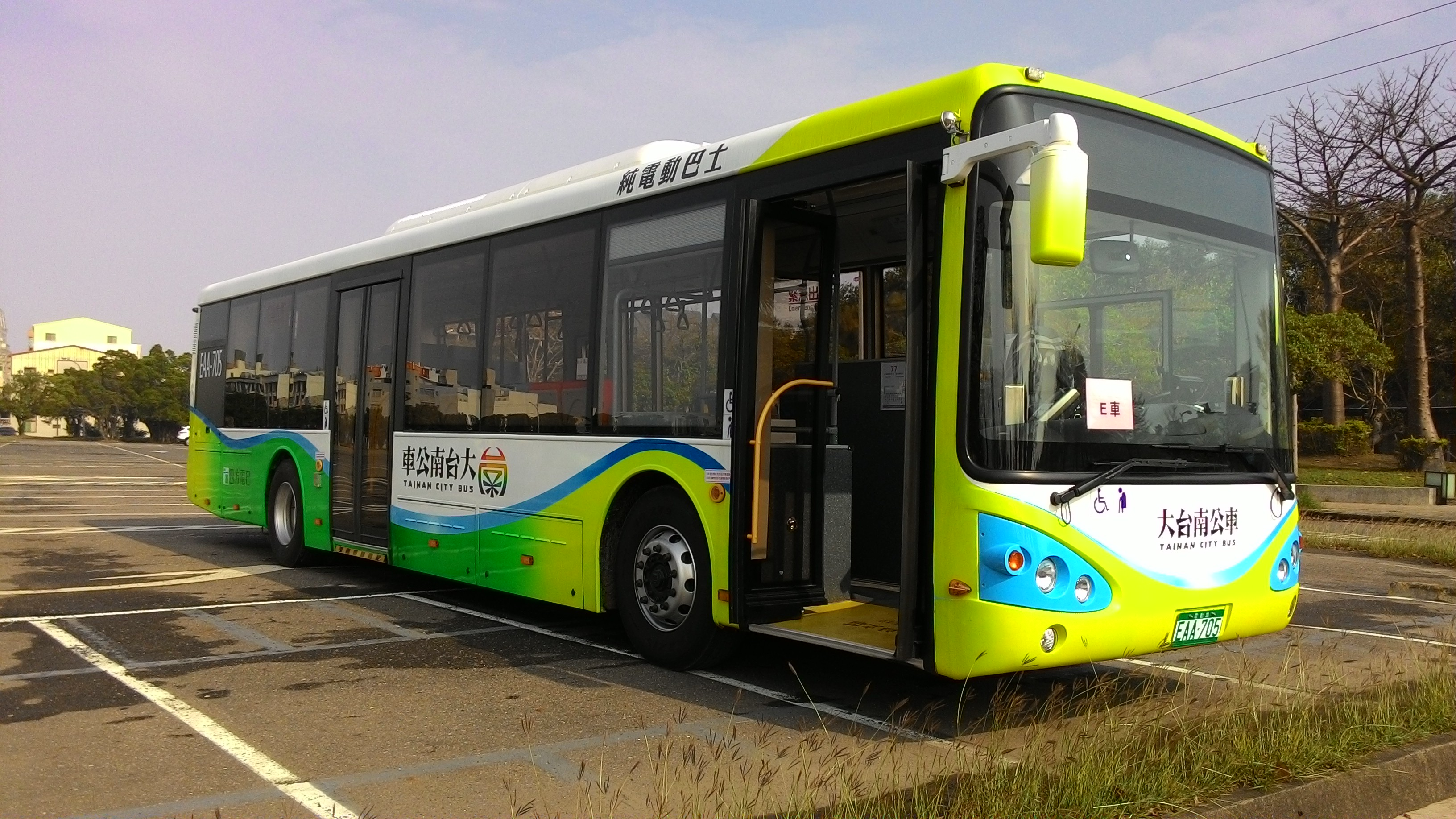
四方客運申沃SWB6127電動低底盤公車
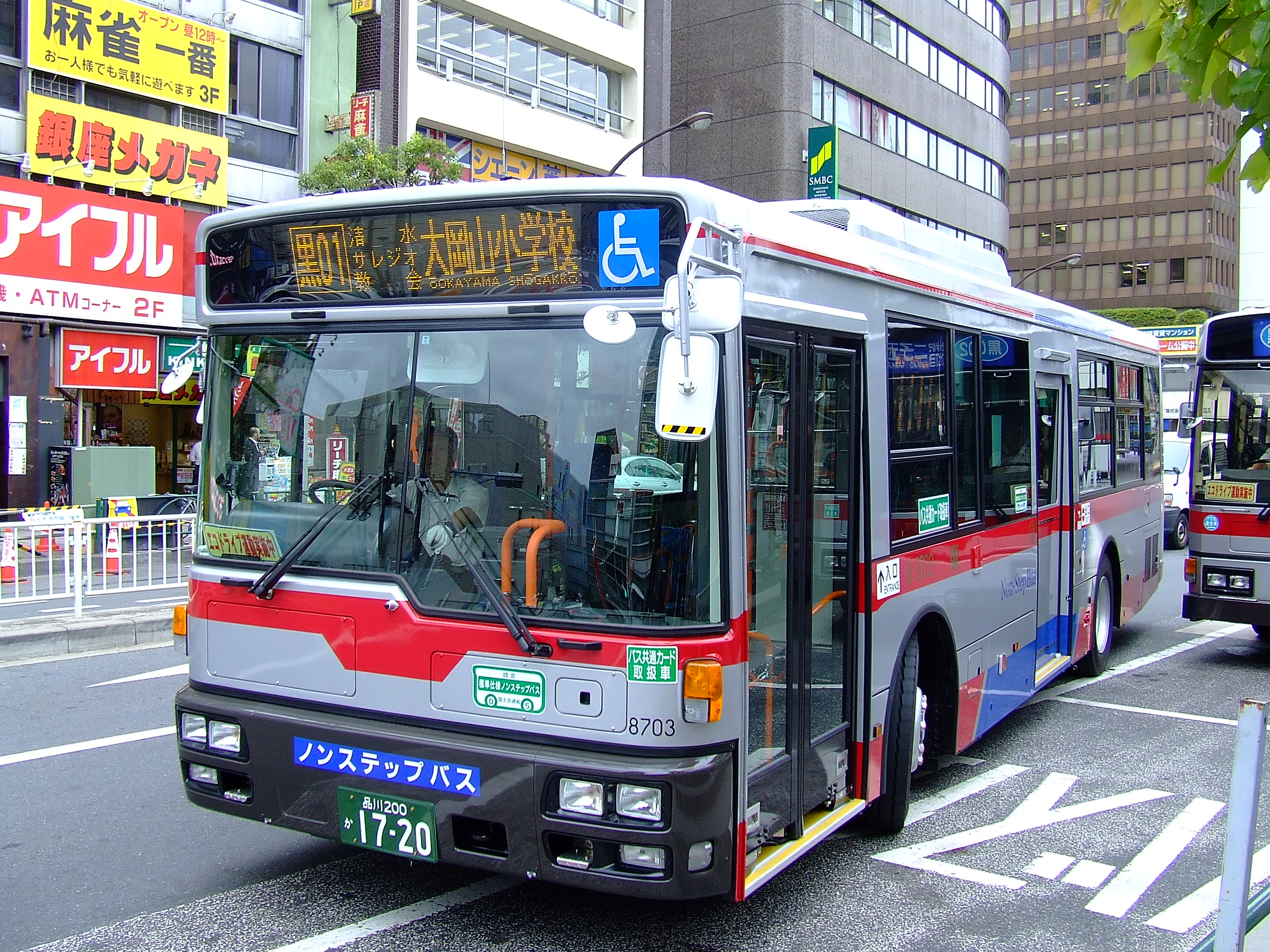
日本的無階級巴士，即特低地台巴士
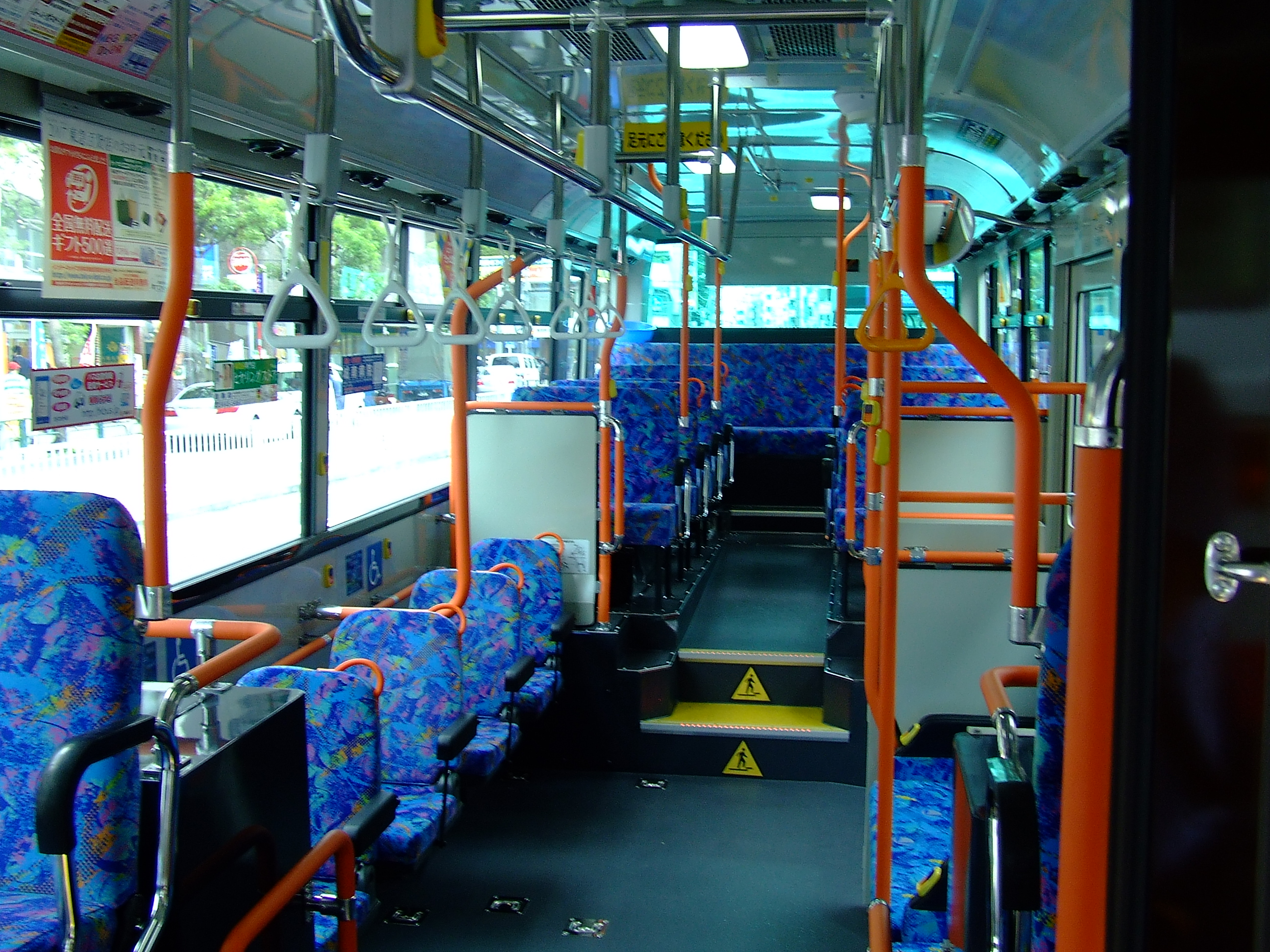
日本的特低地台巴士的内裝
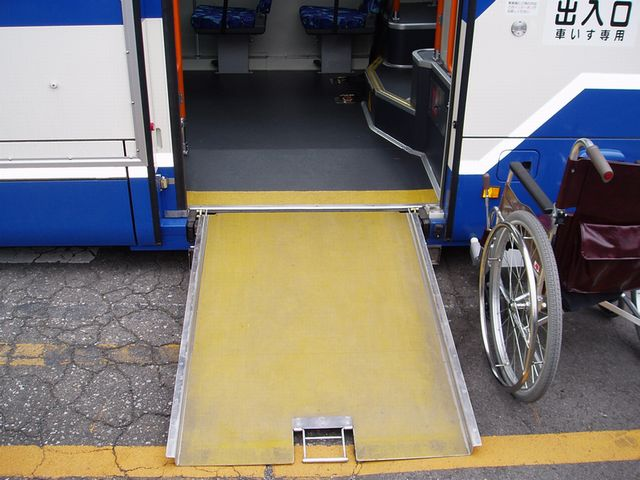
伸出斜台之日本特低地台巴士後門，為上車門
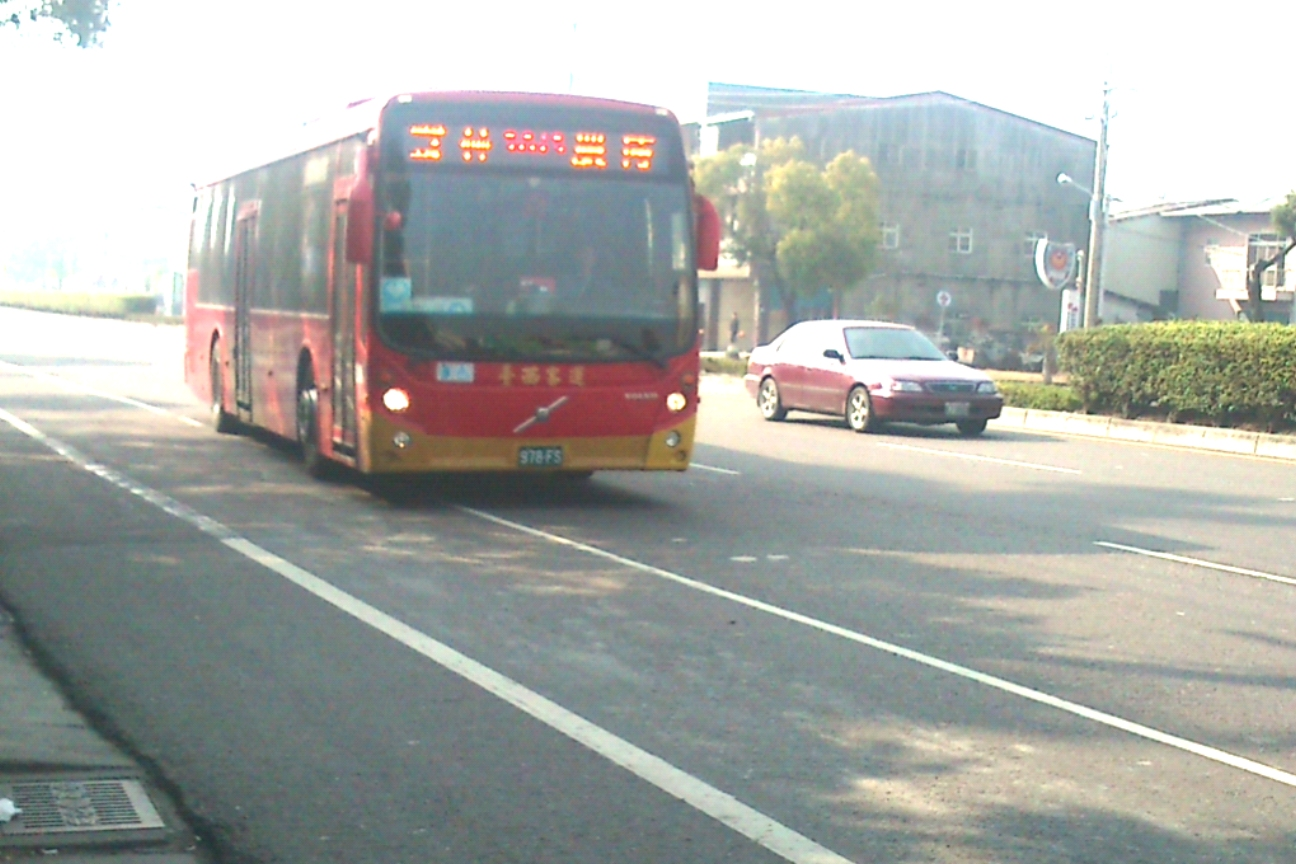
2010台西客運VOLVO B7RLE
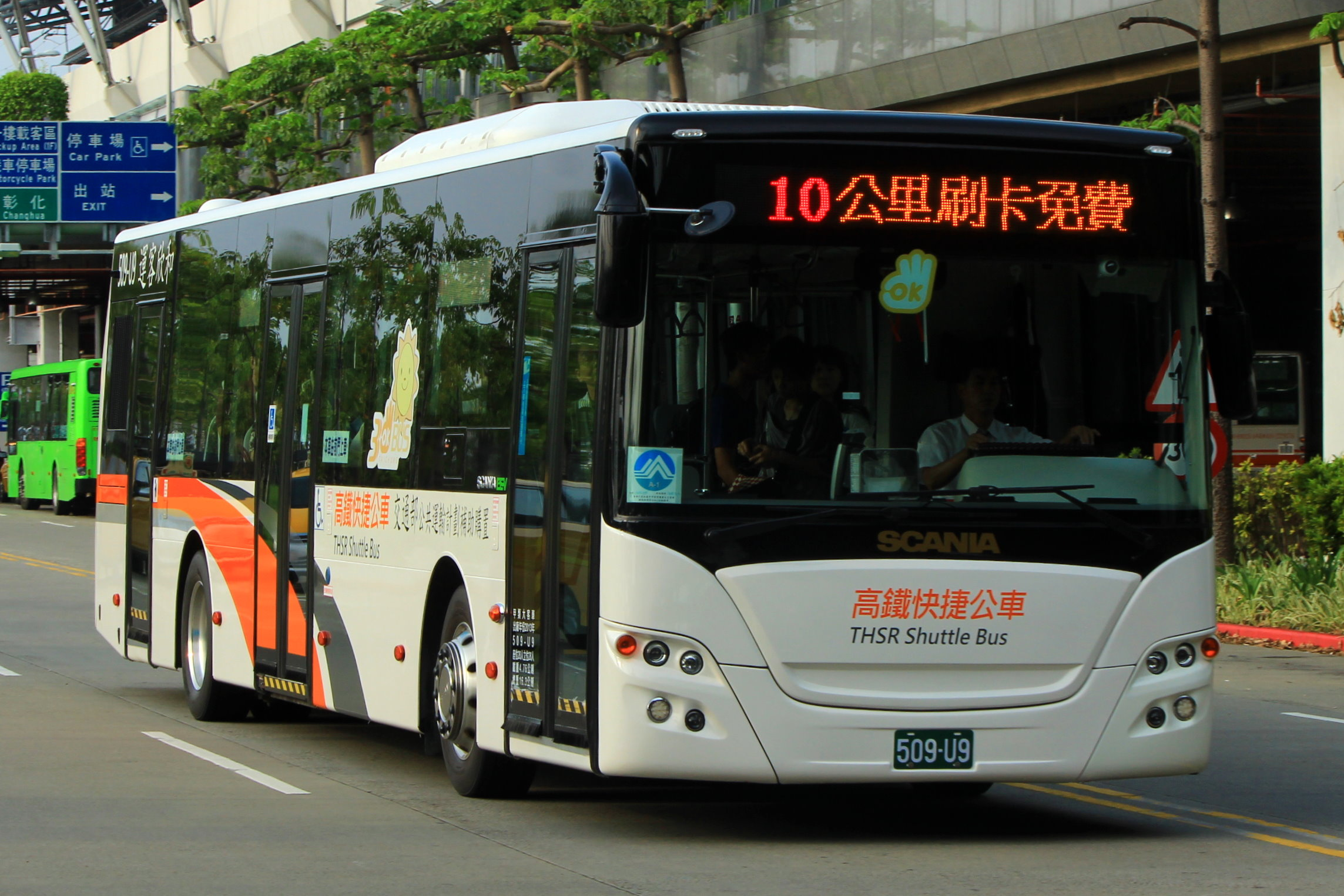
和欣客運 2013 SCANIA N230UB
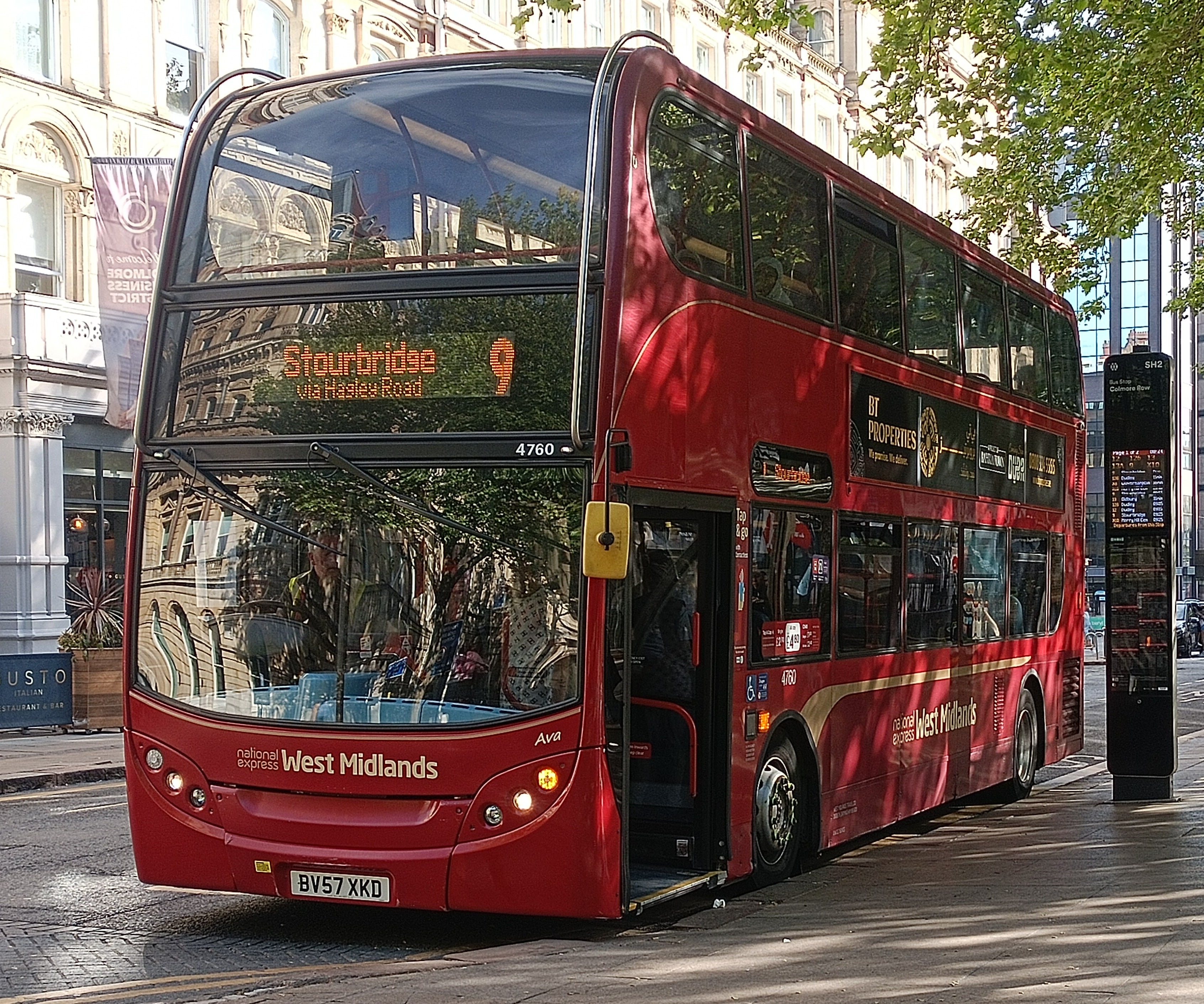
英國伯明翰的Enviro 400特低地台雙層巴士
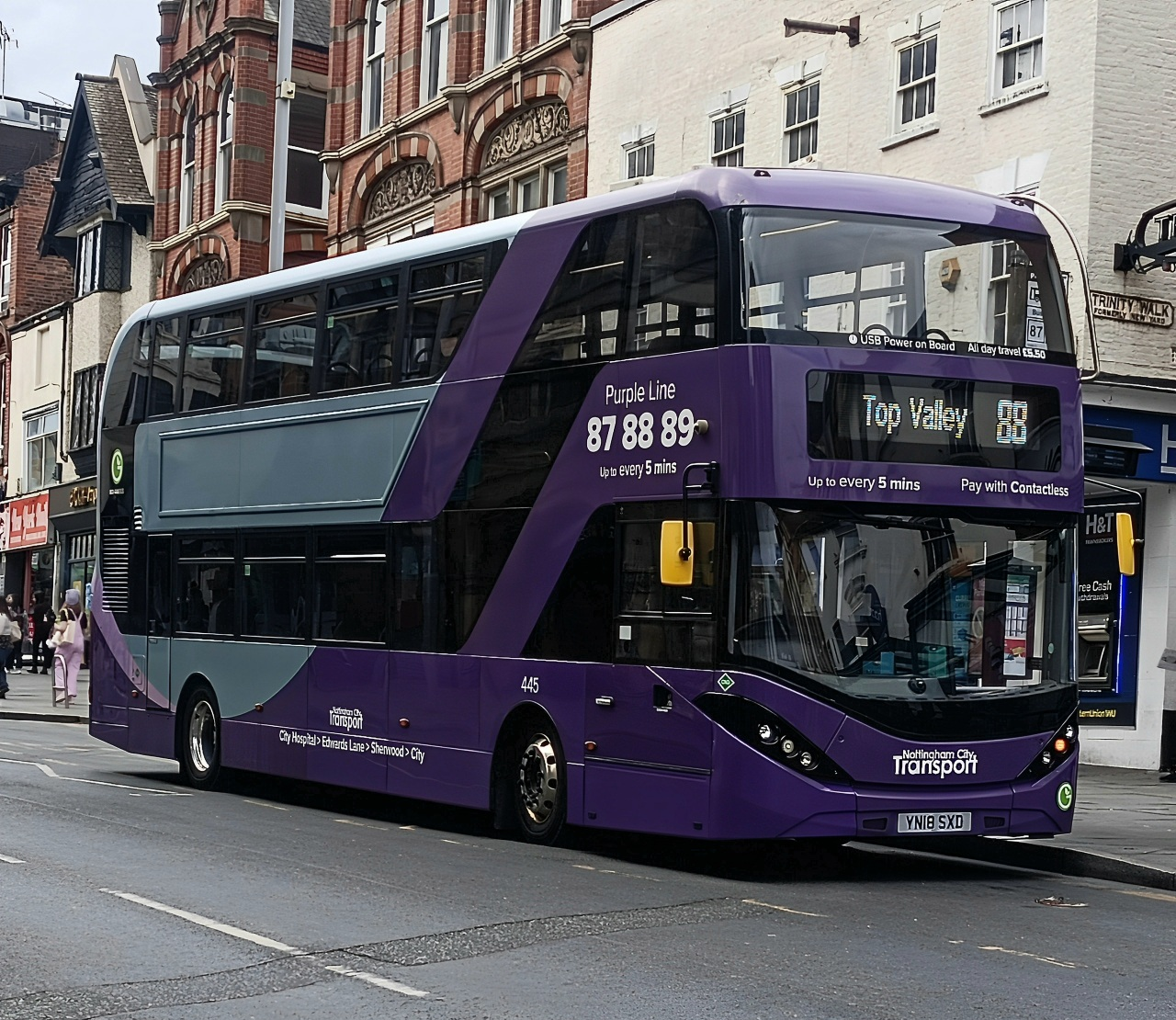
英國諾定咸的斯堪尼亞N280UD天然氣特低地台雙層巴士
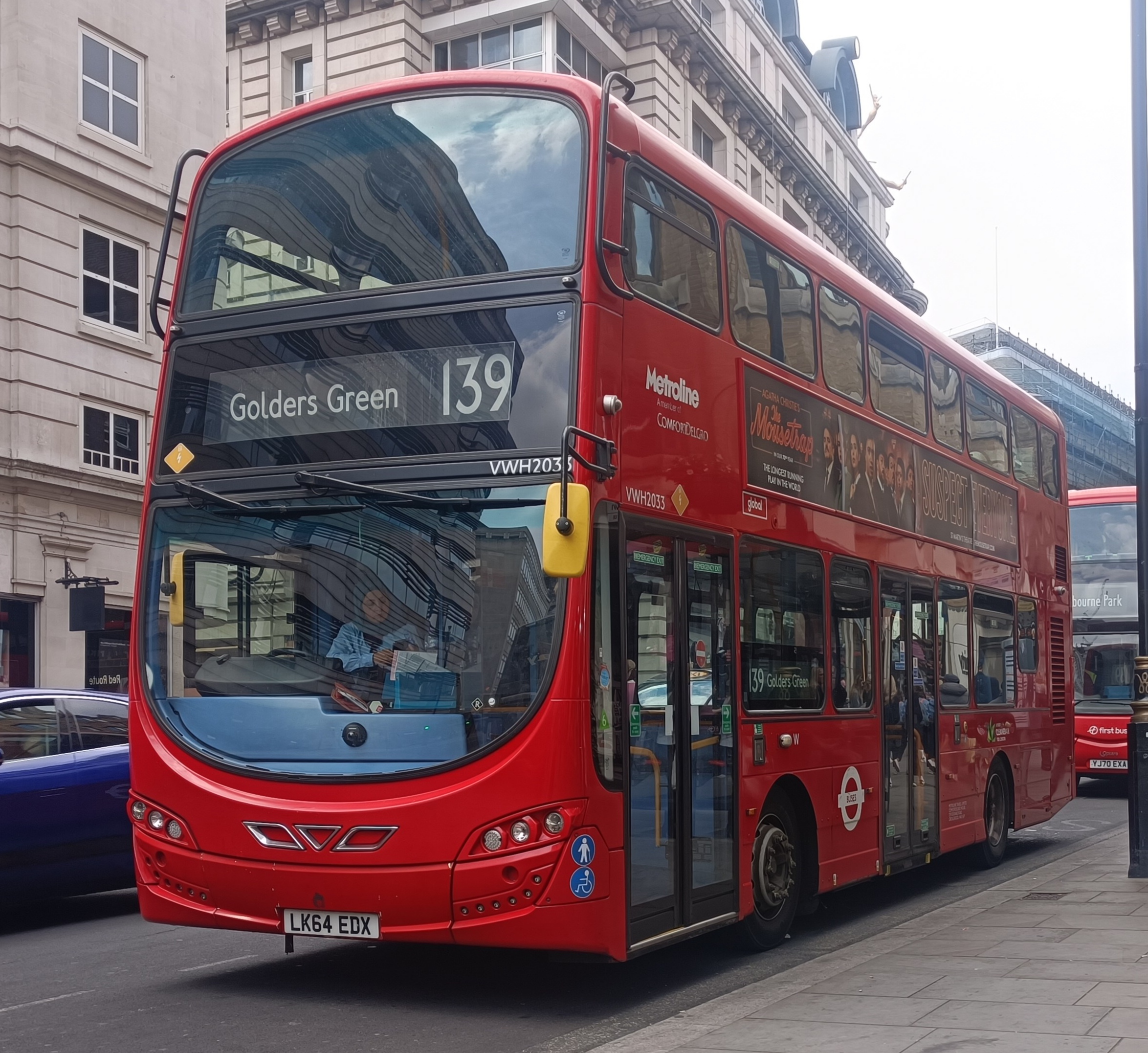
英國倫敦的富豪B5LH混合動力特低地台雙層巴士

## 外部連結
- 寶立華車輛工業股份有限公司 - 中低地板、超低地板公車簡介
- 香港巴士大典：低地台巴士